# Курское (Калининградская область)
Курское — посёлок в Багратионовском районе Калининградской области. Входит в состав муниципального образования сельское поселение Гвардейское.

## История
В 1946 году Альтхоф был переименован в поселок Курское.

## Население
| 2002 | 2010 |
| ---- | ---- |
| 15   | ↗26  |

По данным переписи 2010 года, в селе проживало 26 человек, из них 15 (57,7%) мужчин и 11 (42,3%) женщин. 
Согласно переписи 2002 года, в селе проживало 15 человек, из них 6 мужчин и 9 женщин.